# 博特梅尔贝克
博特梅尔贝克（荷蘭語：Boortmeerbeek，荷蘭語發音：[ˌboːrtˈmeːrbeːk] ⓘ）是比利时弗拉芒大区弗拉芒布拉班特省魯汶區的一个市镇，北与安特衛普省接壤，通行荷蘭語，是弗拉芒社群的一部分，面积18.64平方千米，人口12,379人（2018年1月1日）。